# 2019年—2020年澳洲叢林大火
2019年－2020年澳洲丛林大火泛指一系列在2019年9月開始在澳洲因為天氣炎熱加上乾燥而各地燃燒的山火。截至2020年1月17日，澳洲聯邦內政事務部（The Federal Department of Home Affairs）大幅上修總大火燃燒面積約17.1 × 106公頃（42 × 106英畝；171,000平方；66,000平方英里）的土地。截至2020年1月8日，山火共燒毀5,900多栋建筑物（包括2,204多栋房屋），另有34人死亡（包含8名新南威爾斯州及維多利亞州的消防志工在內。）。新南威爾士州農村消防局視這場大火視為有史以來最嚴重的叢林大火。在破紀錄高溫和長期乾旱使叢林大火惡化後，新南威爾士州政府在2019年12月宣佈進入緊急狀態。根據悉尼大學估計，全國超過10億隻動物因持續不斷的大火而喪生。而麥覺理大學估計，包括蝙蝠、兩棲動物和昆蟲等動物，約有數十億動物在這場大火中死亡。據估計，本次叢林大火造成高達1,000億澳元（690億美元）的經濟損失。
關於火災的強度和規模的根本原因，包括火災管理實踐和氣候變化的作用，已經引起了廣泛的爭論，並且引起了國際上的廣泛關注。當訪問大火燒毀的地區時，政客們的接待情況喜憂參半。大型國際組織，公眾和名人向公眾捐贈了數百萬美元，用於救濟受害者和恢復野生動植物。捐贈的食品，衣物和牲畜飼料的車隊已被送往受災地區。

## 火灾原因
澳大利亚是地球上最容易发生火灾的国家之一，森林大火构成了其景观自然循环的一部分。然而，气候変化的趋势、天气因素和人类对植被的管理等原因都可能导致山火季的到来。澳大利亚历史上最具破坏性的火灾通常发生在极端高温、低相对湿度和强风之前，这些因素结合起来为火灾的迅速蔓延创造了理想的条件。
科学专家和土地管理机构一致认为，创纪录的高温和干旱导致的可燃湿度严重低于平均水平，再加上严重的易燃天气，是2019 - 2020年澳大利亚森林大火的主要原因，而在澳大利亚陆地上观察到的温暖和干燥的天气的长期持续趋势可能加剧了这些原因。此外，由于部分政治因素，也导致了大量关于火灾原因的虚假信息的传播，忽视了可信的科学研究、专家意见和以前的政府调查。

## 受災區域

### 新南威爾士州

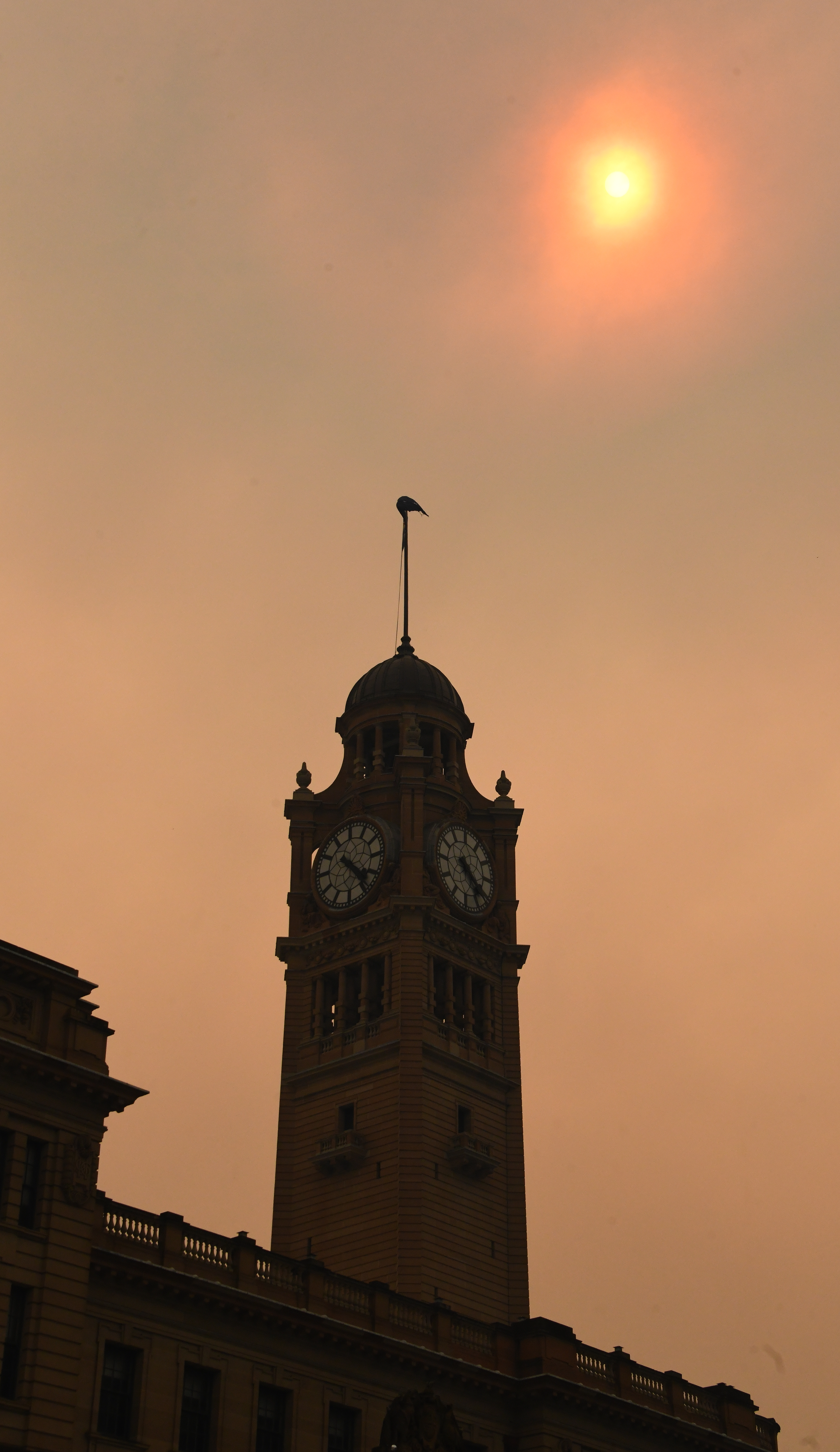
受大火產生的濃煙影響，悉尼中央車站上方的天空呈現橙紅色

从2019年9月起，新南威爾士州各個地區受到大火影響，例如北海岸、中北岸、獵人谷、悉尼最西端的霍克斯伯里和臥龍迪利郡、蓝山山脉、伊拉瓦拉和南海岸，全州據統計共發生100多场大火。2019年12月，破纪录的高温和长时间乾旱加剧新南威爾士州的森林大火，新南威尔士州政府宣布該州進入紧急状态。
2020年1月23日，參與滅火的一架運水運輸机在斯诺伊莫纳罗地区坠落，机上3人罹难。

### 其他州
在维多利亚州東部和東北部，大片森林發生火災，威胁到许多城镇，并使得科里揚和馬拉庫塔與外界隔絕。维多利亚州東部宣布进入灾难状态。2020年1月14日早上，墨尔本各郊区的空气质量降至最差水平。墨爾本郊區各個监测站測出的空气污染水平达到“有害”。
南澳大利亚州的阿得雷德山和坎加鲁岛同樣发生了大火。东南昆士兰州和西澳大利亚州西南部地区受灾程度相對一般，塔斯马尼亚州和澳大利亚首都领地的一些地区影响較小。

### 緩解
2020年1月15日起，澳大利亚多地出現雷阵雨天氣，火情得到了缓解，澳大利亞东岸和南岸的林火数量，数月来首次少于100处。當地民众开始庆祝，但雨勢較大，導致部分地區停電以及航班中斷。2月9日澳洲東海岸出現的近30年最猛烈降雨澆滅了24處山火。

## 影響

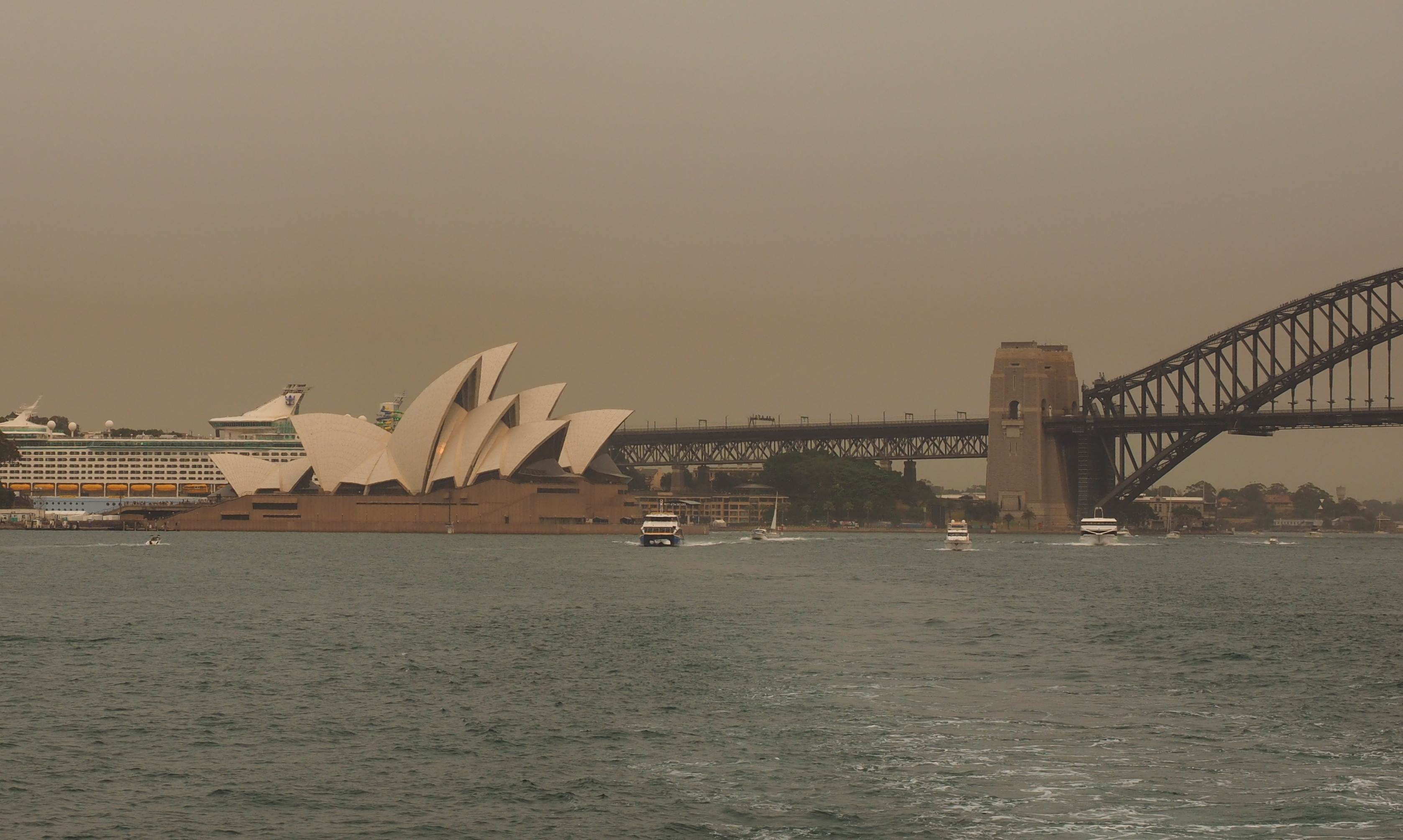
12月29日，在悉尼歌剧院和雪梨港灣大橋上丛林大火烟雾。

在2020年元旦，澳洲大火的濃煙籠罩整個新西蘭南島，令天空呈橙黃色，但尼丁的市民更指空氣中有煙味。濃煙亦影響該國的冰川，使雪地呈現褐色。1月5日，濃煙蔓延到北島上空，奧克蘭的天空染成一片橙紅色。
2020年1月6日，澳大利亞森林大火烟雾漂洋過海來到距離澳大利亚1.2万多公里远的智利和阿根廷。

### 对生态的影响
截至2019年底，9月開始的澳洲森林大火已燒毀超過500公頃的森林面積，嚴重影響澳洲生態，並對當地物種造成毀滅性破壞，包括無尾熊、袋鼠在內的各種動物許多更因為人為架設的圍籬、鐵絲網等而無法順利逃生進而被燒死。2020年12月6日，世界自然基金会表示，此次叢林大火过火面积达1900万公顷，对包括6万多只考拉在內的约30亿只动物造成不利影响。

### 其他影響
林火导致澳大利亞旅游业损失了近10亿澳元，到2020年底的损失额可能达到45亿澳元。

### 軼事
從2001年起擁有新南威爾士州鄉郊消防部門志願消防員資格的前澳洲總理東尼·艾伯特也參與救災工作。

## 政治回應
正在進行的政治和社會辯論圍繞著2019-20年澳大利亞大火危機的許多方面，特別是關於此類大火活動的成因和未來預防以及氣候變化的作用。澳大利亚政府對氣候變化的無所作為和對化石燃料行業的支持而受到批評的同時，澳大利亞政治和社會對澳大利亞氣候變化問題的日益認可也導致了應對危機的高度政治議程。

### 相关争议
澎湃新闻批评，澳大利亚政府没有对火灾足够重视，行动迟缓。此前，澳大利亚采取的应对山火措施是控制山火，莫里森政府所采取的措施和此前应对也差不多。没想到火势太猛，造成人员和财产的巨大损失。澳大利亚历史上首次出动军队应对火灾，但民众认为行动过于迟缓，早前就应该采取措施重点应对。并批评澳大利亚政府在化石能源利益集团游说下，开始转变气候政策，虽然没有宣布退出《巴黎协定》，但是放弃了对澳大利亚减排目标的立法工作，也放弃了有利于减排的《国家能源保障计划》，大力扶持和推动煤炭、油气的开发、生产和出口。
2020年1月10日，中国微信自媒体“青年大院”发表文章以1987年大兴安岭火灾对比此次的澳洲森林大火，認為33年前的中国的消防力量亦能扑灭澳洲大火，並抨击澳大利亚为伪“人权自由”实则推诿、甩锅、冷漠。
2020年1月12日，香港中文大學助理教授、前《南方周末》记者方可成发表文章对“青年大院”所发表的文章进行驳斥，引述中国青年报在大兴安岭火灾中的立場「不要再把悲歌唱成赞歌」。
而澳洲政府在火災剛開始時的疏忽和輕視許多人認為是導致如今慘況的原因之一。澳洲總理史考特·莫里森率領的政府低估災情，直到11月中才派出部隊協助滅火，但火勢已發展到難以收拾的地步，加上莫里森被媒體踢爆在火勢正嚴重的聖誕假期帶著家人去夏威夷渡假更引爆澳洲國人的不滿。

## 另見
- 山火
- 澳大利亞叢林大火
- 1987年大兴安岭火灾